# Sógor Csaba
Sógor Csaba (Arad, 1964. május 12. –) református lelkész, romániai magyar politikus és román színekben európai parlamenti (EP) képviselő.

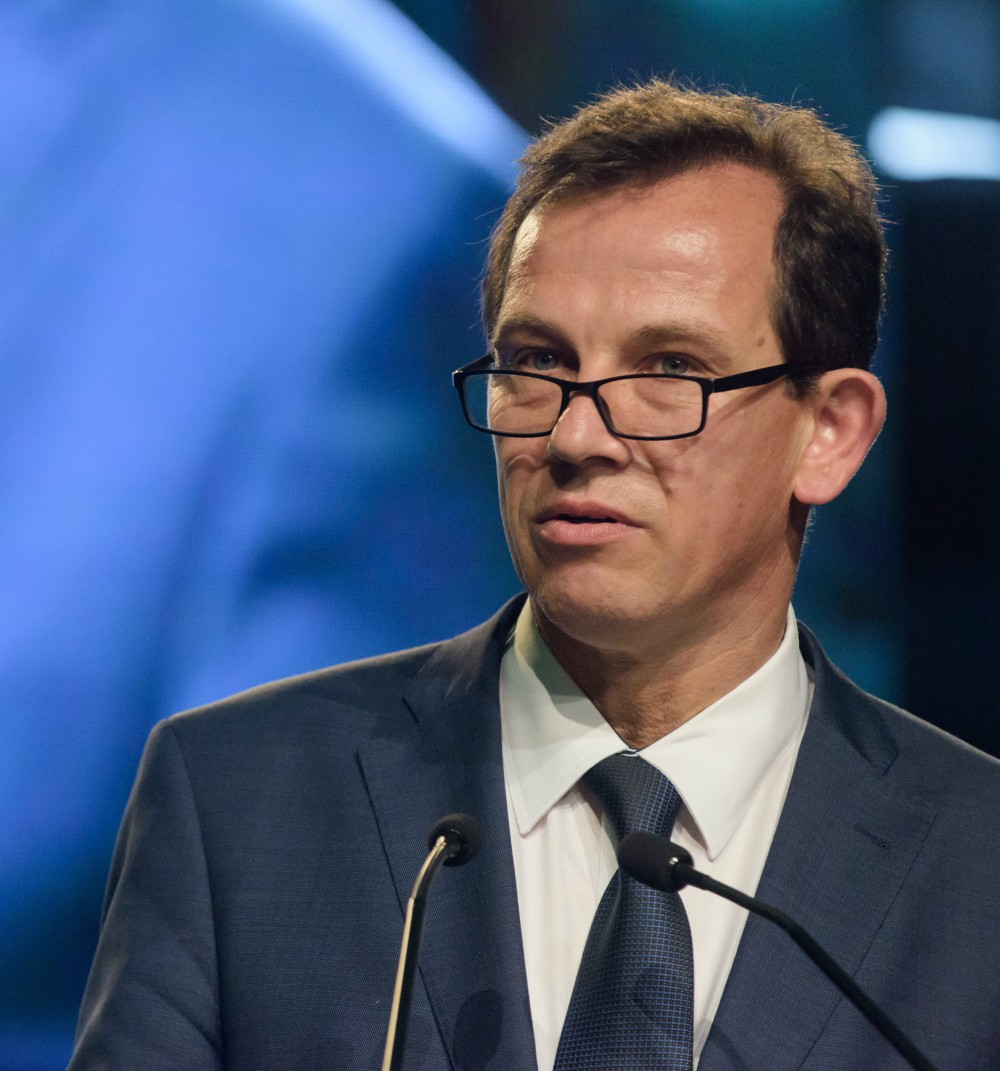
Sógor Csaba 2017-ben

## Pályafutása
Egyetemi tanulmányait 1988-ban végezte el Kolozsvárott a Protestáns Teológiai Intézetben. Később Zürichben és Bázelben járt kurzusokra. 1988–1999 között Csíkcsicsóban volt lelkész. 1999–2000-ben a Királyhágómelléki református egyházkerület külügyi és ökumenikus tanácsosa. 2000–2007 között szenátor, 2007 decemberétől 2019-ig európai parlamenti képviselő.
Politikai pályafutását 1990-ben kezdte mint Romániai Magyar Demokrata Szövetség (RMDSZ) tagja.
Négy nyelven beszél: angol, német, román és magyar. Nős, 4 gyermek apja.

## Művei
- Magyar zsoltár Babilon vizeinél; szerzői, Madéfalva, 1996